# Coaccusé
Un coaccusé est un prévenu qui est mis en accusation avec une autre personne lors d'une même procédure pénale.
Plusieurs systèmes juridiques ont des règles particulières en matière de coaccusés.

## Droit canadien
En droit canadien, les principales règles en matière de coaccusés sont à l'article 4 (1) de la Loi sur la preuve au Canada et aux articles 11 c) et 13 de la Charte canadienne des droits et libertés.

« 4 (1) L.p. Toute personne accusée d’infraction, ainsi que, sauf disposition contraire du présent article, le conjoint de la personne accusée, est habile à témoigner pour la défense, que la personne ainsi accusée le soit seule ou conjointement avec une autre personne. »

« 11 c)	CCDL Tout a inculpé a le droit : de ne pas être contraint de témoigner contre lui-même dans toute poursuite intentée contre lui pour l'infraction qu'on lui reproche; »

« 13 CCDL Chacun a droit à ce qu'aucun témoignage incriminant qu'il donne ne soit utilisé pour l'incriminer dans d'autres procédures, sauf lors de poursuites pour parjure ou pour témoignages contradictoires. »

En résumé: 
- L'accusé et le coaccusé ne peuvent pas témoigner pour la poursuite en raison de la prohibition de l'auto-incrimination. Il y a une non-contraignabilité pour la poursuite.
- Un coaccusé ne peut pas être forcé à témoigner pour un autre accusé s'il ne veut pas le faire, car témoigner pour un autre accusé n'est pas la même chose que l'habilité à témoigner pour la défense.
- Si un accusé témoigne pour sa défense, il reste un coaccusé aux yeux de la Couronne. Il peut seulement être interrogé sur ses antécédents judiciaires s'il en a, en vertu de l'art. 12 L.p.[3].
- Mais quand un coaccusé témoigne en sa défense, il n'y a pas de véritable limite pour les avocats de la défense des autres coaccusés, car pour eux le coaccusé est un témoin ordinaire. Il peut par conséquent devoir répondre des questions liées à la mauvaise moralité, ce qui serait autrement interdit pour les procureurs de la Couronne.
- Un ex-coaccusé peut rendre un témoignage contre son ex-coaccusé dans un procès séparé, à la suite de la présentation d'une requête en procès distinct (art. 591 (3)) C.cr[4].), car les ex-coaccusés ne sont pas sous le régime des coaccusés[4].
- La preuve dérivée d'un témoignage d'un témoin contre un ex-coaccusé n'est pas admissible lors du procès ultérieur de ce même témoin devenu accusé (arrêt R. c. S. (R.J.)[5].